# Ulrich Brecht
Ulrich Brecht (* 8. Oktober 1927 in Wertheim; † 21. Juli 2003) war ein deutscher Regisseur und Theaterintendant.

## Laufbahn
Brecht studierte von 1946 bis 1949 in Heidelberg und Göttingen Rechtswissenschaft, Philosophie und Kunstgeschichte und ließ sich nebenher bei Gustav Rudolf Sellner in Hamburg in Schauspielkunst und Dramaturgie unterweisen. Ab 1949 war er als Regieassistent in Kiel engagiert, war jedoch auch schauspielerisch und dramaturgisch tätig.
Ab 1951 war Brecht in Darmstadt unter Sellner als Spielleiter für Schauspiel und Oper engagiert, anschließend auch als Dramaturg am Hessischen Staatstheater Wiesbaden. In die Theaterleitung wechselte er erstmals als stellvertretender Intendant und Oberspielleiter am Stadttheater Luzern. Oberspielleiter war er wieder am Staatstheater Oldenburg und am Theater Lübeck.
Von 1962 bis 1966 übernahm Brecht die Intendanz der Städtischen Bühnen in Ulm, wo er erstmals viele Regieexperimente unternahm. Dies brachte im 1966 den Intendantenposten am Staatstheater Kassel ein. Brecht machte das Theater zu einem der führenden Häuser. Seine Antigone wurde zum Berliner Theatertreffen eingeladen. Gemeinsam mit Gerd Albrecht und Ulrich Melchinger war er für den Kasseler Ring des Nibelungen verantwortlich, der auf Joachim Herz und Patrice Chéreau wesentlichen Einfluss ausübte. Klassiker und moderne Autoren wurden gleichermaßen durch neue Regiekonzepte erschlossen, Bernd Alois Zimmermanns Oper Die Soldaten einstudiert.
1970 wechselte Brecht dann in gleicher Funktion an das Düsseldorfer Schauspielhaus. Von 1978 bis 1983 war Brecht als Generalintendant am Theater Essen und ab 1983 für sechs Spielzeiten am Theater Freiburg tätig.
Im Anschluss wirkte Brecht nur noch als freischaffender Regisseur, dies unter anderem in Mainz, Oberhausen, Saarbrücken, Ulm, Kaiserslautern und Potsdam.